# Amanite safran
Amanita crocea
Espèce
Amanita crocea, l'amanite safran, est une espèce de champignons basidiomycètes du genre Amanita de la famille des amanitaceae. Elle faisait partie du sous-genre Amanitopsis (amanites sans anneau) dont l'espèce-type est Amanita vaginata, maintenant section vaginae.

## Nom binomial accepté
- Amanita crocea (Quél.) Singer 1951

## Description du sporophore
- Chapeau 4 à 10 cm, convexe puis étalé, jaune orangé, marge striée
- Lames et sporée blanches
- Pied 10 à 15 cm, de la couleur du chapeau, couvert de mèches orangées, engainé d'une volve blanche et épaisse
- Chair blanche
- Odeur et saveur douces

## Habitat
Sous les feuillus de l'été à l'automne en Europe, relativement peu fréquent.

## Comestibilité
Comestible mais à protéger. Serait toxique crue (ne pas confondre avec Amanita caesarea dont les lames sont jaunes).

## Espèces proches
- Amanita vaginata
- Amanita fulva

## Sources
- Les Champignons, Roger Phillips, éditions Solar,  (ISBN 2-263-00640-0)
- Grand guide encyclopédique des champignons, J.L. Lamaison et J.M. Polese, éditions Artémis,  (ISBN 2-84416-005-0)